# London Business School

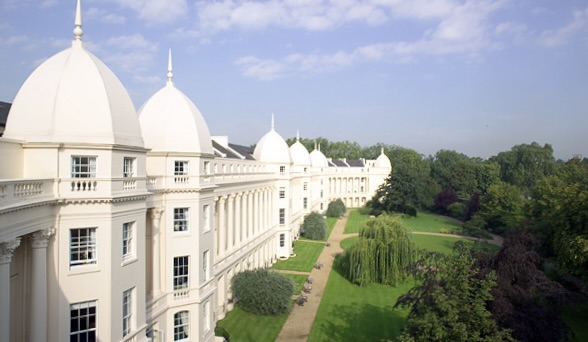
Le Sussex Palace, campus principal de la London Business School à Londres.

La London Business School (LBS) est une école de commerce internationale créée en 1964 à Londres (Royaume-Uni). LBS est l'une des business schools les plus prestigieuses du monde. Elle est classée première en Europe par le Financial Times et première au monde par le QS ranking. La sélection y est extrêmement compétitive et le nombre de places limité dû à la petite taille du campus. Le rival principal de la LBS en Europe est INSEAD et dans le reste du monde ses rivaux sont la Harvard Business School, Stanford, et Wharton.
L'établissement ne délivre que des diplômes post-graduate (Masters, MBA et PhD) et est l'une des rares écoles au monde à avoir reçu la triple accréditation (AACSB, EQUIS, AMBA). LBS propose également de nombreux programmes pour cadres dirigeants dans une optique de formation continue. Son Master of Business Administration est l'un des programmes les plus prestigieux au monde, régulièrement classé parmi les meilleurs mondiaux.
Le campus principal est situé à Londres près de Regent's Park dans le Sussex Palace construit par l'architecte John Nash. Contrairement à la plupart des autres business schools, LBS propose des formations dans des bâtiments historiques de la ville de Londres plutôt que dans de nouveaux bâtiments à l'architecture moderne. En 2015, l'école a acquis le Marylebone Town Hall, une ancienne mairie classée monument historique, et a investi 60 million £ pour le restaurer dans le but d'agrandir son espace d'enseignement à Londres. LBS dispose également d'un campus secondaire à Dubai qui propose des formations continues pour cadres.

## Histoire de l'école

### Fondation[9]
La London Business School a été fondée en 1964 sous le nom de London Graduate School of Business Studies avec à sa tête Dr. Arthur Earle. En 1965, l'école est désignée par l'Université de Londres, une fédération d'universités situées à Londres, comme une institution reconnue. En 1966, le premier programme est lancé. Il s'agit d'une formation pour cadres dirigeants par le biais de l'Executive Education. La même année débute un Master of Science et la première étudiante femme de l'école est recrutée (Shiela Cross). En 1968, l'école inaugure le Sloan Fellowship MSc, un programme pour cadre dirigeants ayant environ 20 ans d'expérience professionnelle, qui est le premier au monde à être enseigné en dehors des États-Unis. 17 étudiants étaient inscrits et le programme a été financé par la Fondation Alfred P. Sloan. Le premier programme de doctorat est établi en 1969 et en 1970 la reine Elizabeth II inaugure les locaux actuels de l'école, situés dans le Sussex Palace à Regent's Park. Les bâtiments, qui datent de 1822, sont l'œuvre de l'architecte John Nash. Le premier PhD est décerné en 1974 et les femmes représentent 15 % du nombre d'étudiants total que compte l'école. En 1983, le premier MBA à mi-temps est lancé sous la direction d'Andrew Likierman, actuel doyen de l'école. En 1986, l'école prend son nom actuel, la London Business School, et est incorporée à la Charte Royale. En 1992, l'école reçoit le prix de la Reine en reconnaissance de l'éducation fournie aux cadres et entreprises dans le monde. La même année, l'Executive MBA est lancé. L'année suivante, en 1993, débute le premier Master en Finance et en 2001 l'école lance le premier EMBA Global en partenariat avec la Columbia Business School.
La London Business School organise le Global Leadership Summit en 2003 et ouvre en 2007 un campus secondaire à Dubaï pour la formation continue des cadres dirigeants. En 2009, l'école lance deux nouveaux programmes: Le EMBA Global Asia, en partenariat avec la Hong Kong University et la Columbia Business School, et le Masters in Management (MiM). En 2015, l'école a acquis le Marylebone Town Hall, une ancienne mairie classée monument historique, et a investi 60 millions £ pour le restaurer dans le but d'agrandir de 70 % son espace d'enseignement à Londres. Le bâtiment a été renommé "The Sammy Ofer Centre" en honneur à un généreux donateur, la Famille Ofer, qui a fait don de 25 millions £ pour le développement du bâtiment.
Dans le but de s'agrandir, l'école a organisé une campagne de récolte de fonds auprès des anciens élèves avec pour objectif d'atteindre 100 millions £. Début 2016, 98 millions £ avaient déjà été récoltés. 40 millions £ doivent être utilisés pour la rénovation du nouveau bâtiment, le Marylebone Town Hall, 28 millions £ pour la recherche, 18 millions £ en bourses pour les étudiants, 10 millions £ pour accroître la dotation de l'école et 4 millions £ pour améliorer les systèmes informatiques de l'école.

## Campus
Le campus principal est situé dans le Sussex Palace dans le district de Marylebone près du Regent's Park à Londres. Le bâtiment ainsi que le Regent's Park ont été imaginés par John Nash. Le toit est orné de dix coupoles et la façade principale est composée de colonnes corinthiennes. Le campus jouit également d'un petit parc privé à l'avant du bâtiment.
LBS dispose de nombreuses installations dont un centre sportif, un restaurant ainsi que trois cafés et librairies qui sont dédiés exclusivement à la communauté étudiante. L'école possède également un pub privé, le Windsor Castle.
Le deuxième campus de la London Business School est situé dans le Marylebone Town Hall, à 5 minutes à pied du Sussex Palace. La restauration du bâtiment a été financée par le don de 25 millions £ de M. Idan Ofer, ancien étudiant aujourd'hui milliardaire et Principal du Quantum Pacific Group. Le bâtiment a ainsi été renommé "The Sammy Ofer Centre" en l'honneur du père de M. Idan Ofer, M. Sammy Ofer. Le reste des travaux a été financé par une campagne de levée de fonds organisé par l'école. Les travaux devraient s'achever en 2016 et le nouveau campus devrait ouvrir début 2017. Le bâtiment contiendra des salles de séminaire, des espaces pour étudier, des espaces sociaux, six amphithéâtres, et va augmenter l'espace d'enseignement de l'école de 70 %.

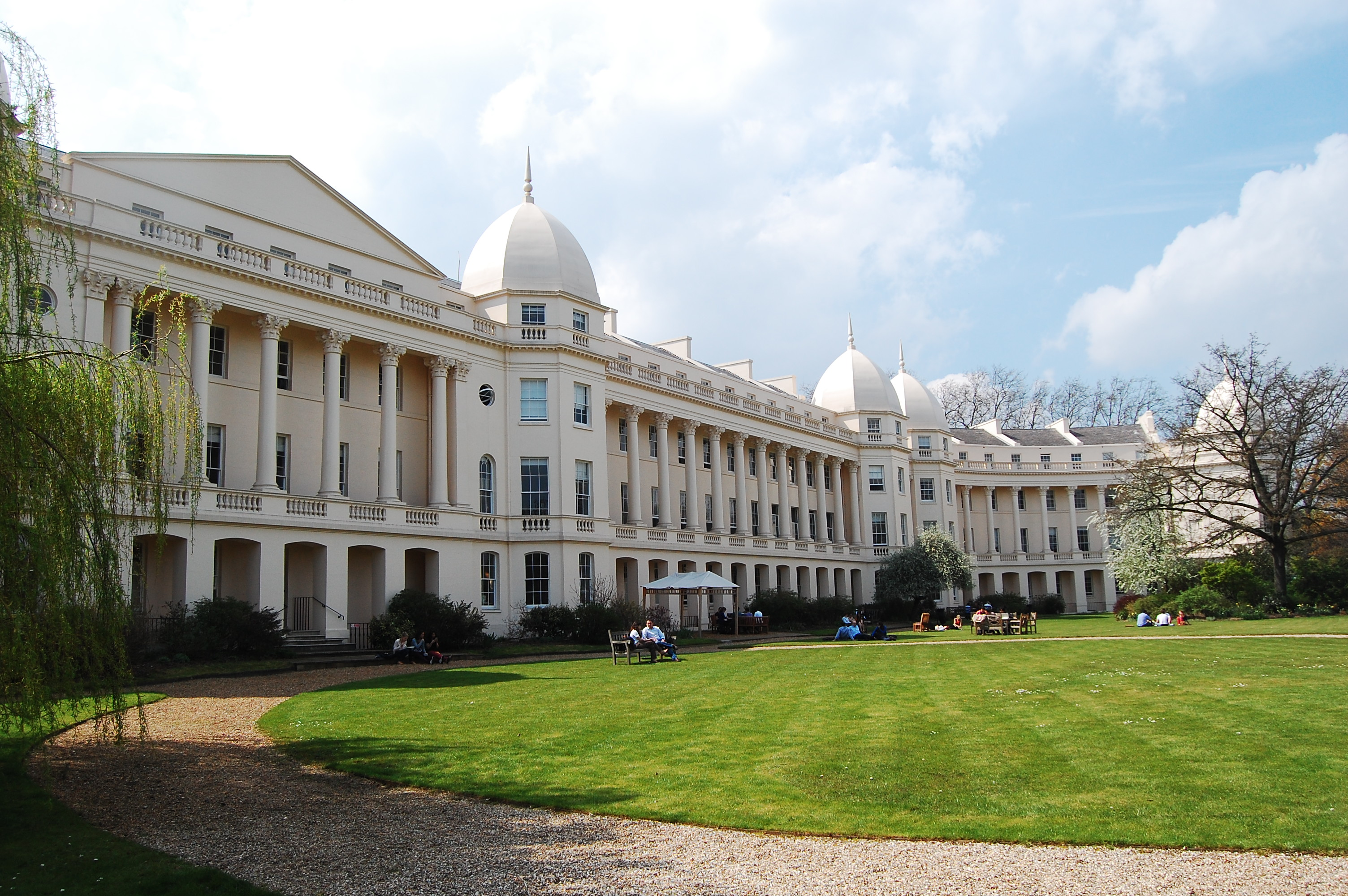
Le campus principal de Londres dans le Sussex Palace.

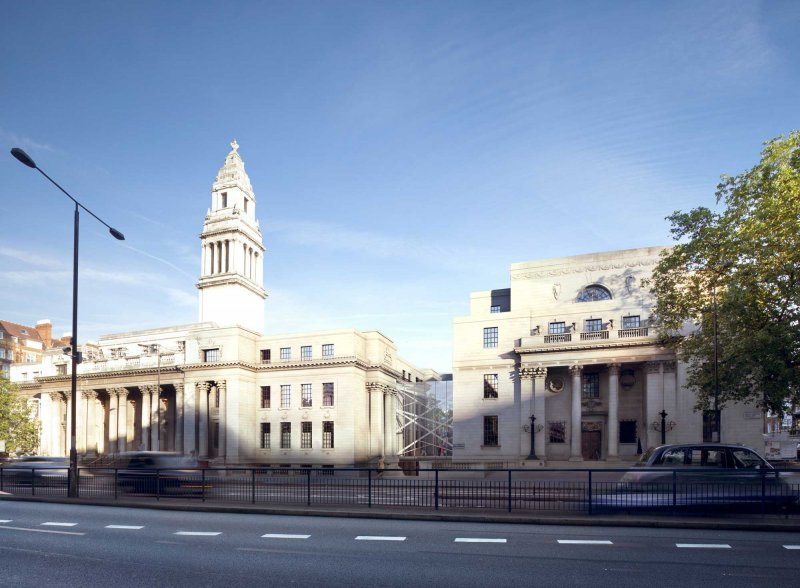
Le Marylebone Town Hall, second campus à Londres.

## Formations

### Admission
Le processus de recrutement est extrêmement compétitif. Les étudiants du monde entier postulent, rendant ainsi la concurrence internationale. Tous les candidats doivent subir des tests internationaux, notamment de langue (TOEFL) et de mathématique/logique (GMAT ou GRE) et obtenir des scores qui se situent au minimum dans le top 10 % mondial. Il est également demandé aux postulants de composer des dissertations en anglais sur des sujets imposés par la London Business School, et qui dépendent du programme visé par le candidat.
Le processus de recrutement classique s'effectue généralement en deux étapes.
La première correspond à l'envoi de son dossier comprenant les informations suivantes:
- Un formulaire de postulation (Informations administratives et académiques sur le postulant mais également son plan de carrière et ses ambitions personnelles)
- Plusieurs dissertations, dont les sujets dépendent du programme
- Les scores du candidat au GMAT ou au GRE, deux examens qui testent les capacités de raisonnement quantitatif du candidat. Le score moyen pour le GMAT se situe généralement autour de 700 (90e percentile)
- Le score au TOEFL, un test de maîtrise de la langue anglaise
- un CV d'une page
- deux lettres de recommandation, dont l'une doit être académique (écrite par un professeur), l'autre professionnelle
- Les résultats académiques du candidat à son bachelor (undergraduate degree)

Le dossier est examiné par le comité de sélection de l'université. S'il correspond aux attentes de l'école, le candidat est convoqué par le comité à un entretien de motivation, sur le campus, à Londres. Cet entretien correspond à la deuxième étape du recrutement. Si cette rencontre est concluante, le candidat est admis à l'école.

### Master in Business Administration (MBA)
La LBS est très largement reconnue pour son programme MBA full-time. Dans les classements de Business Week et du Financial Times, il est régulièrement placé dans les meilleurs mondiaux. Sur son site internet, John Byrne, créateur du classement de Business Week le place en première place des MBA internationaux. En 2009, il est premier ex-aequo avec Wharton dans le classement du FT , un évènement, un MBA européen devant les programmes américains. En 2010, le même Financial Times classe le MBA de la London Business School premier au classement mondial devant Wharton..
L'enseignement se caractérise par sa flexibilité. Il dure entre 15 et 21 mois en fonction de la volonté de l'étudiant. La première année est consacrée aux Core Courses, les connaissances générales nécessaires aux managers. Au cours de l'été entre la première année et la seconde année, les étudiants peuvent faire soit un stage en entreprise soit se consacrer à un projet de création d'entreprise dans le cadre de l'Entrepreneurship Summer School.
En deuxième année, ils doivent choisir entre 9 et 12 électifs (dans un porte-feuille de plus de 80 électifs différents) afin de personnaliser leur enseignement en fonction de leurs besoins et de leur objectif professionnel.
La méthode d'enseignement est diverse. En cours, elle est basée sur des cours participatifs et des études de cas. Le MBA se veut pratique et l'enseignement incite les étudiants à se déplacer directement dans les entreprises pour les visiter. Ce sont les field trips en groupe. D'autre part, le Shadow project permet à un étudiant de suivre un dirigeant pendant une semaine et voir concrètement son rôle et son style de management.
L'importance est mise aussi sur le travail de groupe. Les travaux de groupe comptent ainsi pour la moitié de la note de première année.
La grande particularité du MBA de la LBS est la grande diversité de ses étudiants. Il y a régulièrement plus de 50 nationalités représentées dans ses étudiants. Aucune ne représente plus de 20 % de la promotion. L'ouverture sur des cultures et des langues différentes est accentuée par l'obligation faite à tous les étudiants de suivre des cours de langues étrangères dans le cursus du MBA. Les étudiants peuvent aussi profiter d'un trimestre d'échange à l'étranger avec d'autres MBA partenaires comme celui de l'université Columbia ou Wharton aux États-Unis, d'HEC Paris ou encore de l'université de Hong Kong ou bien l'Indian School of Business.

### Executive MBA
L’Executive MBA a pour vocation de former des étudiants qui veulent se former et franchir des nouvelles étapes tout en continuant de mener leur carrière professionnelle. Il permet à ceux qui ne peuvent pas s’installer à Londres pendant deux ans à temps plein de bénéficier d’un programme MBA. Même si les tailles de promotion sont plus petites que le MBA à temps-plein (entre 80 et 100 étudiants par promotion), elles sont aussi très diverses avec entre 25 et 30 nationalités représentées et originaires des 5 continents. Le processus de sélection est le même que pour le programme à temps plein : une sélection sur dossier (GMAT, TOEFL, dossier de motivation) puis une sélection sur entretien.
Le programme se décline en 4 possibilités : l’EMBA, le Dubaï-London EMBA, le Global EMBA et le Global Asia. Pour le premier, l’enseignement se fait à Londres. Pour le second, les cours sont donnés à Dubaï. Le troisième est le fruit de la collaboration entre la London Business School et la Columbia Business School. Les étudiants suivent des cours des deux Business Schools à Londres et à New York. Le dernier s'appuie sur les cours de 3 Business Schools, la London Business School, la Columbia Business School et la Hong-Kong University.
Le programme ressemble beaucoup au « Full-Time ». Les matières étudiées sont les mêmes et organisées selon des cours fondamentaux obligatoires et des électifs à option pour personnaliser et approfondir des thèmes particuliers. Cependant, il diffère suivant plusieurs points pour s’adapter à son public. Il dure sur 20 mois. Les étudiants viennent en cours le vendredi et le samedi ce qui leur permet de travailler du lundi au jeudi (ce qu’ils font généralement tous). Il n’y a par conséquent pas de stage obligatoire. Mais, l’absence de stage est compensée par les 4 « International Assignements ». Pendant 1 semaine, un groupe de 6 étudiants accompagné par un professeur part à l’étranger mener une étude sur une société ayant une problématique particulière. À l’issue de cette semaine, les étudiants exposent leurs résultats aux dirigeants de l’entreprise.
Le programme d’Executive MBA tient une place importante au sein de la London Business School, non seulement sur le plan symbolique comme l’école a d’ailleurs commencé avec un programme de formation destiné aux cadres, mais aussi de manière très pratique comme les « executive MBA » ont de nombreuses interactions avec les « Full-time ». D’ailleurs, il n’y a pas de différences entre les étudiants des 2 programmes. Les Executives ont notamment un accès complet aux ressources, aux clubs, au réseau des anciens et au service de carrière, ce qui est peu répandu dans les autres écoles.
L’Executive MBA de la London Business School a été classé à la première place mondiale dans le classement 2009 du Financial Times.

### Sloan Masters in Leadership and Strategy
Le Sloan Masters in Leadership and Strategy est un programme d'un an destiné aux cadres dirigeants ayant déjà une solide carrière. Il est nécessaire d'avoir plus de 10 ans d'expérience professionnelle mais la majorité de la classe a entre 15 et 20 ans d'expérience.

### Masters in Finance
Le Masters in Finance peut être effectué à plein temps en une année ou à mi-temps en deux ans. Le programme nécessite d'avoir déjà plusieurs années d'expérience en finance (généralement entre 4 et 6) et attire des individus qui souhaitent faire avancer leurs carrières.

### Masters in Financial Analysis (MFA)
Le Masters in Financial Analysis est le programme le plus récent offert par la London Business School. La première promotion débutera en septembre 2016 et consistera en 12 mois de cours. Le programme cible les récents diplômés d'un premier titre universitaire qui envisage une carrière en finance et qui ont moins d'une année d'expérience professionnelle.
Le programme consiste en 10 cours obligatoires basés sur 5 piliers fondamentaux (Comptabilité, Finance d'entreprise, Asset Management, Finance des marchés, et Économétrie financière). Les 10 cours sont les suivants:
- Financial Accounting
- Securities Analysis and Valuation
- Corporate Finance
- Capital Structure
- Mergers & Acquisition and Restructuring
- Asset Management
- World Economy
- Financial Institutions
- Personal Finance
- Financial Econometrics

Les étudiants doivent également suivre 3 cours à option de leur choix dont minimum 2 doivent être en finance. Ils doivent aussi participer à une semaine d'immersion en entreprise (Google, Deloitte, CNN, Accenture, Blackrock etc) pour travailler sur des études de cas. Finalement les étudiants ont l'obligation d'effectuer un voyage d'étude d'une semaine. Ce voyage consiste en de nombreux diners de networking, de visites et de présentations d'entreprises. Les destinations disponibles sont: la Silicon Valley, Paris, Milan et Munich, Mumbai et Bangalore, ou Shanghai.
Le MFA se destine aux étudiants qui désirent entamer un premier emploi en tant qu'analyste dans une banque d'investissement ou qui désirent travailler en conseil.

### Masters in Management (MiM)
Le Masters in Management offert par LBS est un programme de 12 mois pour les récents diplômés d'un premier tire universitaire et qui ont moins d'une année d'expérience professionnelle.
Le programme est structuré en 3 termes, composé des cours obligatoires suivants:
Premier terme:
- Financial Accounting
- Management Analysis and Systems I
- Finance
- Leadership in Organisations

Deuxième terme:
- The Global Macroeconomy
- Marketing
- Strategic Analysis
- Management Analysis and Systems II

Troisième terme:
- Applied Microeconomics
- Introduction to Management Accounting

Les étudiants doivent également suivre 2 cours à option de leur choix parmi une offre d'une trentaine de cours disponible. Ils doivent aussi participer à une semaine d'immersion en entreprise (Google, Deloitte, CNN, Accenture, Blackrock etc) pour travailler sur des études de cas. Finalement les étudiants ont l'obligation d'effectuer un voyage d'étude d'une semaine. Ce voyage consiste en de nombreux diners de networking, de visites et de présentations d'entreprises. Les destinations disponibles sont: la Silicon Valley, Paris, Milan et Munich, Mumbai et Bangalore, ou Shanghai.
Le Masters in Management jouit d'un très bon placement sur le marché du travail. 96 % des étudiants de la promotion 2015 ont accepté une offre d'emploi dans les trois mois après avoir obtenu leur diplôme. 40 % des étudiants s'orientent vers le conseil, 35 % la finance et le reste dans différents secteurs industriels. Les entreprises les plus prestigieuses recrutent sur le campus. Les top 3 employeurs sont le Boston Consulting Group (11 élèves engagé en 2015), Goldman Sachs (8 recrutements en 2015) et McKinsey&Company (7 recrutements en 2015). Parmi les autres entreprises qui ont recruté 2 ou plus étudiants en 2015, se trouvent notamment Olivier Wyman, Arthur D.Little, Deloitte, A.T. Kearney, and Bain&Company.

### Global Masters in Management
Le Global MiM est un programme double diplôme de 24 mois focalisé sur l'Asie. Durant les 12 premiers mois, l'étudiant effectue le Master in Management (MIM) à la London Business School et durant les 12 mois suivants, l'étudiant effectue un Master of Science in International Business à la Fudan School of Management à Shanghai. Au bout des 2 ans, l'étudiant possède donc deux Masters et une expérience dans deux environnements culturels différents.

## Recherche

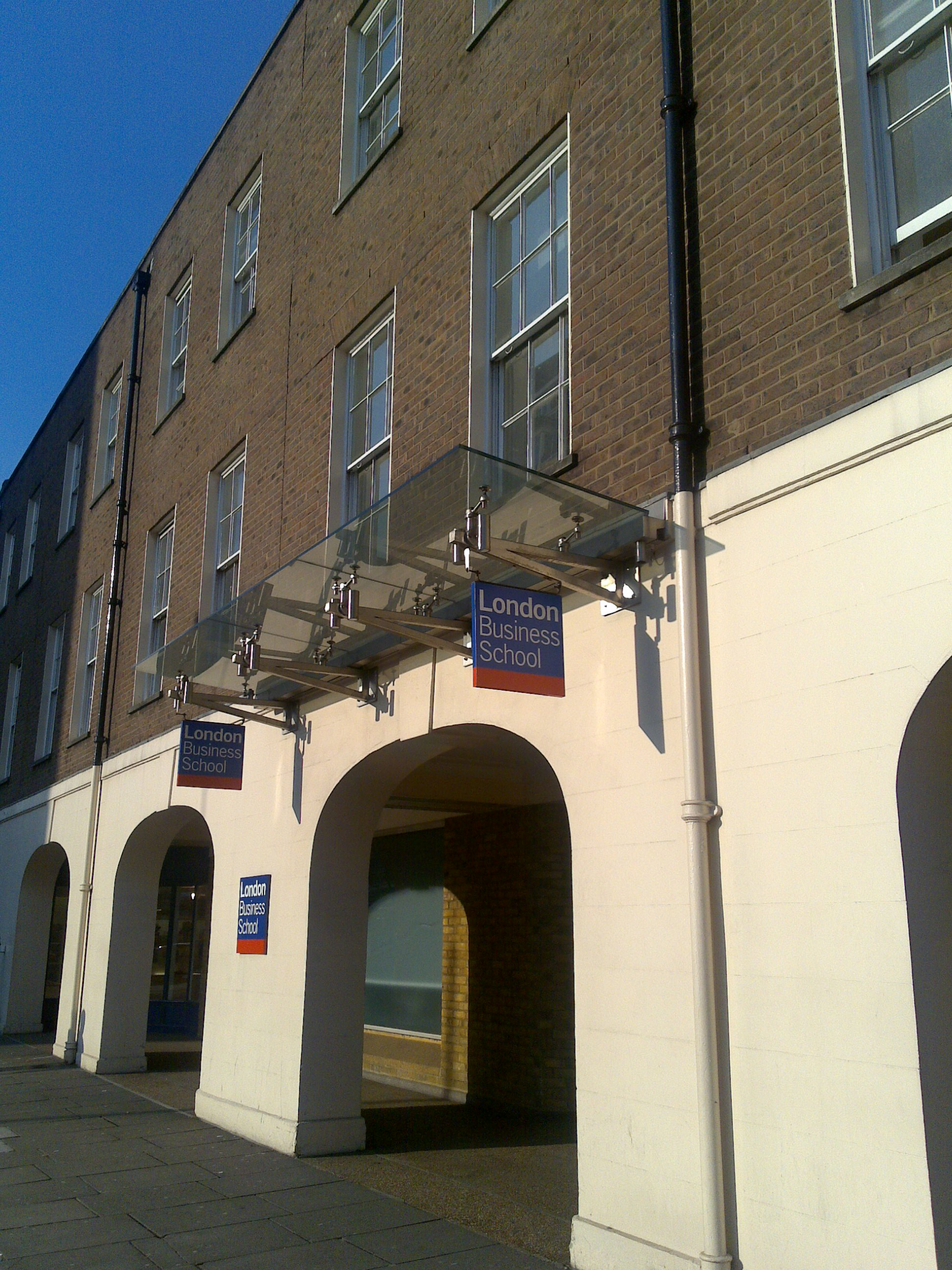
Entrée de la London Business School.

La recherche et ses projets appliqués sont très importants à LBS. Les professeurs mais aussi les étudiants en PhD ou en MBA participent dans plusieurs domaines :

### Comptabilité
La Comptabilité sur des sujets larges comme l'évolution des normes comptables internationales ou plus pointus comme les méthodes d'évaluation des entreprises. LBS organise dans ce cadre le London Business School Accounting Symposium, une série de conférences sur le site de l'école avec des professeurs de comptabilité et des professionnels pour discuter de ce domaine.

### Économie
L'Économie. Les titulaires de la chaire d'Économie à la LBS sont les professeurs Jean-Pierre Benoit et Andrew Scott. La recherche en Économie passe non seulement par les étudiants en PhD mais aussi par des activités visant à diffuser ces recherches comme les séminaires hebdomadaires qui permettent à un chercheur invité de présenter ses recherches.

### Finance
La Finance tient une place importante dans la recherche à LBS du fait de sa proximité avec la City. Plusieurs centres de recherche spécialisés ont été créés : le Hedge Fund center, le center for corporate governance, et le Coller institute for Private Equity. LBS dispose aussi du London Share Price Database, base de données recouvrant l'historique des cours de plus de 9 000 actions depuis 1955.

### Management
Le Management. LBS est le siège du Advanced Institute of Management Research. Ce centre de recherche regroupe plus de 110 organisations différentes (universités, entreprises, associations) pour améliorer les pratiques et la connaissance dans le domaine du management.

### Marketing
Le Marketing. Cette discipline fait partie des points forts de recherche à la London Business School et de son programme de PhD. L'éventail des sujets de recherche en marketing est étendu, et va des stratégies de communication au comportement du consommateur en passant par les stratégies de fixation des prix par les entreprises. Le centre de recherche en marketing apporte son soutien aux étudiants et notamment au Media Club ainsi qu'au Marketing Club. Le Media Club qui compte plus de 300 membres organise chaque novembre une suite de conférences regroupant plus de 200 professionnels des Media venant réfléchir sur les enjeux de leur secteur.

### Comportement organisationnel
Le comportement des individus dans les organisations. Il s'agit d'étudier le comportement des individus, leurs stratégies individuelles, leur psychologie mais aussi les dynamiques de groupes, les relations inter-personnelles dans l'entreprise.

### Stratégie
Le Management Stratégique et International. Chaque année, ce centre de recherche organise la Sumantra Ghoshal Conference on Managerially Relevant Research qui a pour but de diffuser les résultats des plus intéressantes recherches en management effectuées dans le monde universitaire.

## Classements universitaires internationaux

### QS World Business School Ranking
LBS est classée première Business School mondiale en 2015 et devance ainsi la Harvard Business School qui est en deuxième position.

### Financial Times Rankings
LBS ainsi que ses programmes sont constamment classés dans les meilleurs mondiaux et européen.
- 1re Business School en Europe (2015)
- 1re mondiale pour le Master en Finance post-experience (2015)
- 3e mondiale pour le Global MBA (2016)
- 4e mondiale pour l'Executive MBA (2015)
- 4e mondiale pour la formation des cadres (2015)
- 6e mondiale pour le Master en Management (2015)

### Master in Business Administration
Le MBA de la London Business School fait partie des plus réputés du monde :
| Palmarès MBA           | Palmarès MBA | Palmarès MBA |
| Nom                    | Monde        | National     |
| ---------------------- | ------------ | ------------ |
| QS (2020)              | 6            | 1            |
| The Economist (2019)   | 25           | 2            |
| Financial Times (2020) | 7            | 1            |
| DAUR rankings (2020)   | 8            | 1            |

## Personnalités liées à l'établissement

### Doyens
Liste des doyens de 1965 à nos jours:
| Entrée en fonction | Année de départ | Nom                             |
| ------------------ | --------------- | ------------------------------- |
| 1965               | 1972            | Dr. Arthur Earle                |
| 1972               | 1984            | Professeur Sir James Ball       |
| 1984               | 1989            | Professeur Peter Moore          |
| 1989               | 1997            | Professeur Sir George Bain      |
| 1998               | 2001            | Professeur John Quelch          |
| 2002               | 2006            | Professeur Laura Tyson          |
| 2007               | 2008            | Robin Buchanan                  |
| 2009               | 2017            | Professeur Sir Andrew Likierman |
| 2017               | présent         | Doyen François Ortalo-Magné     |

### Professeurs
Les professeurs de la London Business School sont régulièrement distingués et cités dans la presse. Parmi eux, il y a notamment :
- Sir James Ball – économiste
- Süleyman Başak – économiste financier
- Sir Alan Budd – professeur en économie, directeur du Centre de Planification Économique, Conseiller économique de la banque Barclays, et membre du conseil pour la recherche
- The Rt. Hon Terence Burns, Baron Burns – Chairman de Abbey National plc, Non-Executive Chairman de Glas Cymru, et Non-Executive Directeur de Pearson Group plc.
- Michael Earl – ancien professeur de Management de l'information, Député Directeur du "Centre for Network Economy", et Doyen
- Gary Hamel – créateur (avec C.K. Prahalad) du concept de compétences clés d'une organisation, et contributeur au développement théorique et à l'évolution de la "resource-based view"
- Charles Handy – ancien professeur – London Business School, classé parmi les Thinkers 50 – une liste des individus les plus influents sur les théories du management
- Constantinos C. Markides – Robert P. Bauman Professeur de Strategic Leadership
- Hélène Rey – professeur d'économie
- Nirmalya Kumar – professeur de marketing, auteur du livre Private Label Strategy
- Bill Moggridge – industriel et designer anglais, cofondateur de l'entreprise IDEO basée à la Silicon Valley
- Richard Portes – économiste
- George Yip – Doyen de la Rotterdam School of Management. Ancien Professeur de Strategic and International Management, et doyen associé de la London Business School

### Étudiants
- Kaveh Alamouti – CEO de Citadel LLC Asset Management Europe
- Ashley Almanza – CEO de G4S
- Nigel Andrews – Ancien non-Executive Chairman de Old Mutual Asset Management
- Sir David Arculus – Chairman of the Board, O2
- Nicholas Ashley-Cooper, 12e Earl of Shaftesbury
- Gregory Leonard George Barker – Politicien du Parti Conservateur anglais et Membre du Parlement
- Sükhbaataryn Batbold Ancien premier ministre de Mongolie, Membre du Parlement de Mongolie, et Secrétaire Générale du Party Populaire de Mongolie
- Latifa Ben Kiran – Femme d'affaires franco-marocaine, CEO de Moussaoui Spain group
- Pablo Zalba Bidegain – Membre du Parlement Européen (Espagne)
- Kumar Birla – Chairman, Aditya Birla Group
- Ronald Boire – Ancien Président et CEO de Brookstone
- Vice Admiral Paul Boissier – Membre de la Navy anglaise, CEO de la Royal National Lifeboat Institution (RNLI)
- Michael Bolingbroke – COO du Manchester United F.C.
- John Bowmer – Ancien CEO de Adecco
- Julian William Hendy Brazier – Politicien du Parti Conservateur anglais et Membre du Parlement
- Jonathan Coleman (politician) – Membre du Parlement de Nouvelle-Zélande
- Don Cowan – Ancien CEO et Président de ABN AMRO Bank Canada
- Stephen Crabb – Membre de la Chambre de Commune du Royaume-Uni et Secrétaire d'État pour le pays de Galles
- David Davis – Membre de la Chambre de Commune du Royaume-Uni
- John Dembitz – Chairman de Allanfield Group PLC
- Sir John Egan – Ancien CEO de la marque de voiture Jaguar, Ancien CEO de BAA, Chairman de Severn Trent plc
- Timothy Faithfull – Ancien Président et CEO de Shell Canada
- Jitesh Gadhia – pair, banquier et homme politique britannique.
- Justine Greening – Membre de la Chambre de Commune du Royaume-Uni
- Sir Richard Greenbury – Chairman et CEO, Marks & Spencer
- Prince Faisal bin Al Hussein – Assistant spécial du Chairman & Joint Chiefs of Staff, Forces armées de Jordanie
- Richard Hytner – Député Chairman Monde de Saatchi & Saatchi
- Huw Jenkins – Ancien CEO, banque d'investissement, UBS
- John Jennings (businessman) – Chancelier de la Loughborough University, 2003–2010
- Dyfrig John – Ancien CEO de la banque HSBC
- Moez Kassam – Fondateur de Anson Group
- Sir Chris Kelly KCB – Chairman, NSPCC
- Maria Kiwanuka – Ministre des Finances d'Uganda
- Savio Kwan – Ancien Président et COO, Alibaba Group; Non-Executive Director de British American Tobacco
- Thomas Kwok – Vice Chairman et Managing Director, Sun Hung Kai Properties
- Oliver Letwin – Membre de la Chambre de Commune du Royaume-Uni
- Alex Loudon – Ancien joueur de cricket professionnel
- Mary Marsh – Ancien CEO de NSPCC
- Cyrus Pallonji Mistry, Chairman et CEO du Group Tata
- Adrian Monck, Directeur de la communication du Forum Economique Mondiale, ancien journaliste TV pour CBS News
- Nigel Morris – Cofondateur, Capital One Financial Services
- David Muir – Directeur de la stratégie politique de l'ancien Premier Ministre Britannique Gordon Brown
- Sir Christopher J. O'Donnell –Ancien CEO de Smith & Nephew
- Idan Ofer – Chairman de la Israel Corporation / Principal de Quantum Pacific International Limited
- Paul Onwuanibe – CEO de Landmark Group
- Kenneth Ouriel – Important Chirurgien Vasculaire et chercheur médical
- Mike Parsons – CEO de Barchester Healthcare
- Ted Pietka – Supervisory Board Member de Boryszew S.A..
- David E.I. Pyott – Chairman, Président, et CEO de Allergan
- Ramji Raghavan – Fondateur et Chairman de la Agastya International Foundation
- Jim Ratcliffe – Chairman et CEO de Ineos Chemicals Group
- Omar Samra – Premier Égyptien et le plus jeune arabe à avoir grimpé le Mont Everest
- Stewart Wallis – Directeur Exécutif de la New Economics Foundation
- The Hon Wong Kan Seng – Député Premier Ministre de Singapour
- Sir John Sunderland – Chairman, Cadbury Schweppes plc
- Tony Wheeler – Fondateur, Lonely Planet
- Ossama Youssef – Fondateur et CEO de Diwan Videos, et cofondateur de Albernameg by Bassem Youssef
- Roys Poyiadjis – Entrepreneur and financier
- Timothy Kopra – Astronaute de la NASA
- Jean Tirole – Gagnant du prix Nobel d'économie 2014
- Noura Al Kaabi - femme d'affaires émiratie

## Vie étudiante

### Clubs
Les clubs étudiants ont une place très importante dans la vie de la London Business School. Il y a deux types de clubs : les clubs professionnels et les clubs « sociaux ».
Les clubs professionnels regroupent tous les secteurs d'activités de l'entreprise. Ils ont pour vocation de faire le lien entre les professionnels d'un secteur et les étudiants de la LBS. Parmi les plus importants, on peut citer le Consulting club, le Media Club qui organise tous les ans le Media Summit ou encore le Private Equity Club. Certains sont très spécialisés comme le Sport Business Club traitant uniquement des entreprises liées au monde du sport.
Les Clubs sociaux sont les clubs sportifs (rugby à XV, football, mais aussi Cricket, golf) ou à vocation d'ouverture personnelle (clubs géographiques, ou bien humanitaires).
C'est le club des sundowners qui organise une des traditions de la London Business School. Il s'agit tous les jeudis soir de se retrouver autour d'un verre pour assister à la présentation d'une entreprise et de ses activités.

### Association alumni
La London Business School compte plus de 40 000 alumni répartis dans plus de 150 pays. De nombreux clubs locaux (Paris, New-York, Zurich, etc) organisent des événements dans leurs régions.